# Anglosaské elegie
Anglosaské elegie přestavují specifický žánr staroanglické dvorské poezie, protipól poezie hrdinské. Vznikly zhruba v 8. století a jejich námětem je téma pomíjivosti světa a člověka. Dochovaly se v tzv. Exeterské knize, což je vlastně antologie anglosaské poezie vytvořená v 10. století. Kniha je uložená v trezoru Exeterské katedrály.
Jde o poezii, která pojednává o žalu plynoucím z odtržení od společnosti nebo od blízkých lidí. Často se v nich objevuje kontrast založený na tom, že básník na jedné straně popisuje svoje odloučení a samotu a na druhé straně se ve vzpomínkách vrací k dřívějším radostným chvílím.
K nejpozoruhodnějším elegiím patří:
- Poutník (Wanderer), monolog člověka, který po smrti svého pána osaměl na své pouti nehostinnou zemí, na které dojde k poznání křesťanské naděje.[2]
- Námořník (Seafarer), jinotajný dramatický monolog, ve kterém námořnk uvažuje o životě na moři na pozadí otázek o lidské existenci a smrti. Moře je v legii symbolem neznáma, samoty a nebezpečí.[3]
- Ženin nářek (Wife's Lament), jinotajný ženin nářek nad ztrátou milence.[2]
- Manželúv vzkaz (Husband's Message), smutek muže, který byl nucen opustit svou vlast a manželku.[2]
- Vlk a Eadwancer (Wulf and Eadwancer), elegie s velmi těžkou interpretací, smutek ženy po traceném milenci spojený s vášnivou nenávistí a touhou.[2]
- Zříceniny (Ruin), obraz liduprázdných rozvalin kdysi výstavného římského města.[2]
- Déor, dvorský pěvec vyvozuje z minulých již pominulých neštěstí poučení a naději pro budoucnost.[2]

## Česká vydání
Antologie nejstarší anglické poezie a prózy Jako když dvoranou proletí pták, Triáda, Praha 2009 obsahuje překlady elegií Poutník, Námořník, Zříceniny, Ženin nářek, Manželův vzkaz, Vlk a Eadwancer a Déor.